# Stefania Elfutina
Stefania Alexandrovna Elfutina (27 de janeiro de 1997) é uma velejadora russa, medalhista olímpica.

## Carreira

### Rio 2016
Stefania Elfutina representou seu país nos Jogos Olímpicos de Verão de 2016, na qual conquistou medalha de bronze na classe RS:X. 